# Maskinen (band)
 For alternative betydninger, se Maskine (flertydig). (Se også artikler, som begynder med Maskine)
Maskinen er et svensk band.
Maskinen udsendte i 2007 undergrundshittet "Alla som inte dansar". Siden er det blevet til et par singler mere og en lang turné, som inkluderede lande som USA og Brasilien.
Albummet Boys II Men udkom i november 2009. På nummeret "Dansa med vapen" har Maskinen allieret sig med den brasilianske sangerinde Marina Gasolina (også kendt som Marina Vello eller Marina Ribatski), som tidligere har været med i gruppen Bondo Do Role.

## Diskografi
- Boys II Men (2009)
- Framgång & Efterfrågan (2012)